# Euchalcia serraticornis
Euchalcia serraticornis is een vlinder uit de familie van de uilen (Noctuidae). De wetenschappelijke naam van de soort werd voor het eerst geldig gepubliceerd in 1965 door Claude Dufay.